# Kajetan Sołtyk

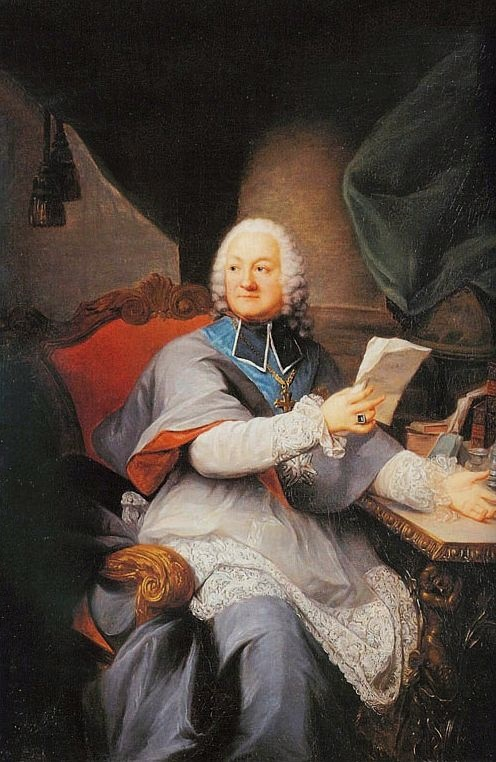
Kajetan Sołtyk.

Kajetan Ignacy Sołtyk, född 12 november 1715 i Chwałowice, död 30 juli 1788 i Kielce, var en polsk biskop och politiker, farfars bror till Roman Sołtyk.
Sołtyk prästvigdes i Rom 1749 och blev 1758 biskop av Kraków. Han uppträdde efter August III:s död (1764) mot den nyvalde kung Stanisław II August Poniatowski, deltog i konfederationen i Radom och fördes fängslad till Kaluga, varifrån han återvände efter fyra år (1772), men hölls fängslad i Kraków till sin död. 